# Family Circle Cup 1994
Il Family Circle Cup 1994 è stato un torneo di tennis giocato sulla terra verde.
È stata la 22ª edizione del Family Circle Cup, che fa parte della categoria Tier I nell'ambito del WTA Tour 1994.
Si è giocato al Family Circle Tennis Center di Hilton Head negli Stati Uniti dal 28 marzo al 3 aprile 1994.

## Campionesse

### Singolare
Conchita Martínez ha battuto in finale  Nataša Zvereva con il punteggio di 6–4, 6–0

### Doppio
Lori McNeil /  Arantxa Sánchez Vicario hanno battuto in finale  Gigi Fernández /  Nataša Zvereva con il punteggio di 6–4, 4–1 (Fernández e Zvereva ritirate)